# Jerome Berson
Jerome A. Berson (Sanford, Flórida, 10 de maio de 1924 – 13 de janeiro de 2017) foi um químico estadunidense, que foi Sterling Professor da Universidade Yale.
Obteve um Ph.D. em química em 1949 na Universidade Columbia, orientado por William von Eggers Doering.
Foi eleito membro da Academia Nacional de Ciências dos Estados Unidos em 1970 e fellow da Academia de Artes e Ciências dos Estados Unidos em 1971.

## Publicações
- William von Eggers Doering and Jerome A. Berson, "A Re-examination of the Diisohomogenol Structure," Journal of the American Chemical Society 72 (1950): 1118-1123.[2]
- Jerome A. Berson, Chemical creativity: ideas from the work of Woodward, Hückel, Meerwein, and Others, 1st ed. (New York: Wiley-VCH, 1999).[3]
- Jerome A. Berson and Ronald Swidler, "A Synthesis of Maleimide," Journal of the American Chemical Society 76 (1954): 2835.[4]
- Jerome A. Berson and Ronald Swidler, "Inert Bicyclic Vicinal Dibromides. Solvolysis, Elimination and Rearrangement Studies," Journal of the American Chemical Society 76 (1954): 4057.[5]
- Jerome A. Berson and Ronald Swidler, "cis-Addition in the Bromination of Bicyclic Olefins. The Structure and Stereochemistry of the Dibromides of exo-cis-3,6-Endoxo-4- tetrahydrophthalic Anhydride and endo-cis-Endomethylene-4-tetrahydrophthalic Anhydride, Journal of the American Chemical Society 76 (1954): 4060.[6]
- Jerome A. Berson and Theodore Cohen, "The Action of Acetic Anhydride on 4- Methylpyridine-N-oxide," Journal of the American Chemical Society 77 (1955): 1281.[7]
- Jerome A. Berson and Theodore Cohen, "Synthetic Approaches to Ipecac Alkaloids. I. A New Synthesis of 2-Pyridones," Journal of the American Chemical Society 78 (1956): 416.[8]
- Jerome A. Berson, James H. Hammons, Arthur W. McRowe, Robert G. Bergman, Allen Remanick, and Donald Houston, "The Chemistry of Methylnorbornyl Cations. VI. The Stereochemistry of Vicinal Shift. Evidence for the Nonclassical Structure of 3-Methyl-2- norbornyl Cations," Journal of the American Chemical Society 89 (1967):[9]
- Fundamental theories and their empirical patches Foundations of Chemistry
- Kinetics, thermodynamics, and the problem of selectivity: the maturation of an idea. Angewandte Chemie (International Ed. in English)
- A missed turning point for theory in organic chemistry: Molecular orbitals at Montpellier in 1950 Journal of Physical Organic Chemistry.
- What is a discovery? Carbon skeletal rearrangements as counter-examples to the rule of minimal structural change. Angewandte Chemie (International Ed. in English)
- Kekulé Escapes, Popper Notwithstanding, (R. Hoffmann, J. M. McBride, and J. S. Siegel made helpful suggestions). Angewandte Chemie (International Ed. in English).
- On the origin of long-lived spin isomerism in π-conjugated non-Kekulé molecules Journal of Molecular Structure: Theochem.
- Lu HSM, Berson JA. Catenation of heterocyclic non-Kekule biradicals to tetraradical prototypes of conductive or magnetic polymers Journal of the American Chemical Society.
- Bush LC, Maksimovic L, Feng XW, Lu HSM, Jerome A. Berson. Triplet species from dihydroipyrrolo[3,4-d]pyridazines, the diazene precursors of N-arenesulfonyl-3,4-dimethylenepyrroles Journal of the American Chemical Society.
- Bush LC, Heath RB, Feng XW, Wang PA, Maksimovic L, Song AI, Chung WS, Berinstain AB, Scaiano JC, Berson JA. Tuning the singlet-triplet energy gap in a non-Kekule series by designed structural variation. The singlet states of N-substituted-3,4-dimethylenepyrrole biradicals Journal of the American Chemical Society.
- Jerome A. Berson. Erich Hückel, pioneer of organic quantum chemistry: Reflections on theory and experiment Angewandte Chemie - International Edition.
- Jerome A. Berson. A New Class of Non-Kekulé Molecules with Tunable Singlet - Triplet Energy Spacings Accounts of Chemical Research
- Cordes MHJ, Jerome A. Berson. Medium effects on the rates of stereomutation of a pair of diastereomeric cyclopropanones. Ground state stabilization in nucleophilic solvents induces deviation from solvent polarity controlled behavior Journal of the American Chemical Society.
- Lu HSM, Jerome A. Berson. 1,3-Bis(3,4-dimethylene-5-methyl-2-thienyl)benzene, a singlet tetraradical prototype of a quasi-alternant nonclassical conducting polymer Journal of the American Chemical Society.
- Jerome A. Berson. Diradicals: conceptual, inferential, and direct methods for the study of chemical reactions. Science (Nova Iorque)
- Borden WT, Iwamura H, Jerome A. Berson. Violations of hand's rule in non-kekulé hydrocarbons: Theoretical prediction and experimental verification Accounts of Chemical Research
- Cordes MHJ, De Gala S, Jerome A. Berson. Stereochemistry of a cyclopropanone by crystal structure analysis. The exo configuration of the diels-alder adduct of cyclopropenone and 1,3-diphenylisobenzofuran appears to be stabilized relative to the endo by an attractive ether-carbonyl interaction Journal of the American Chemical Society
- Jerome A. Berson, Jones M. A synthesis of ketones by the thermal isomerization of 3-hydroxy-1,5-hexadienes. The oxy-cope rearrangement [14] Journal of the American Chemical Society.
- Jerome A. Berson, Hand ES. Thermal rearrangements of the 7-carbomethoxy-Δ2-norcarenes Journal of the American Chemical Society.
- Jerome A. Berson, Gajewski JJ. Isomeric carbonium ions. Ring expansion of the syn- and anti-2-norbornene-7-carbinyl systems [15] Journal of the American Chemical Society.
- Jerome A. Berson, Willner D. The ring expansion route to bicyclic carbonium ions. II. The multiple rearrangement of the exo-2-norbornylcarbinyl system Journal of the American Chemical Society.[10]